# Letiště Atarot
Letiště Atarot, též Mezinárodní letiště Jeruzalém nebo Letiště Kalandia (hebrejsky שדה התעופה עטרות
, Sde ha-te'ufa Atarot), je letiště v Izraeli, respektive v Izraelem okupované části Západního břehu Jordánu. Rozkládá se na severním okraji Jeruzaléma, nedaleko od města Ramalláh. Bylo otevřeno v roce 1920 jako první letiště v Britském mandátu Palestina. Je uzavřeno pro civilní provoz po vypuknutí druhé intifády v roce 2001.

## Historie

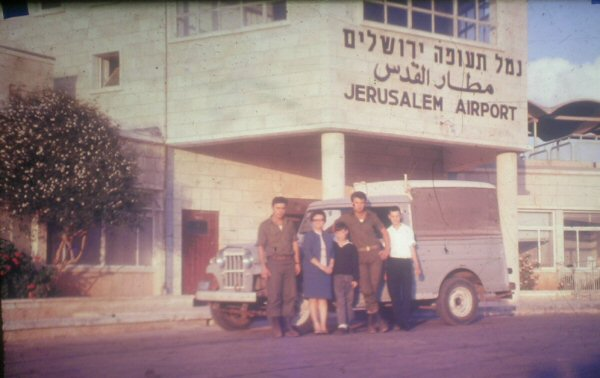
Letiště Atarot na snímku z r. 1969

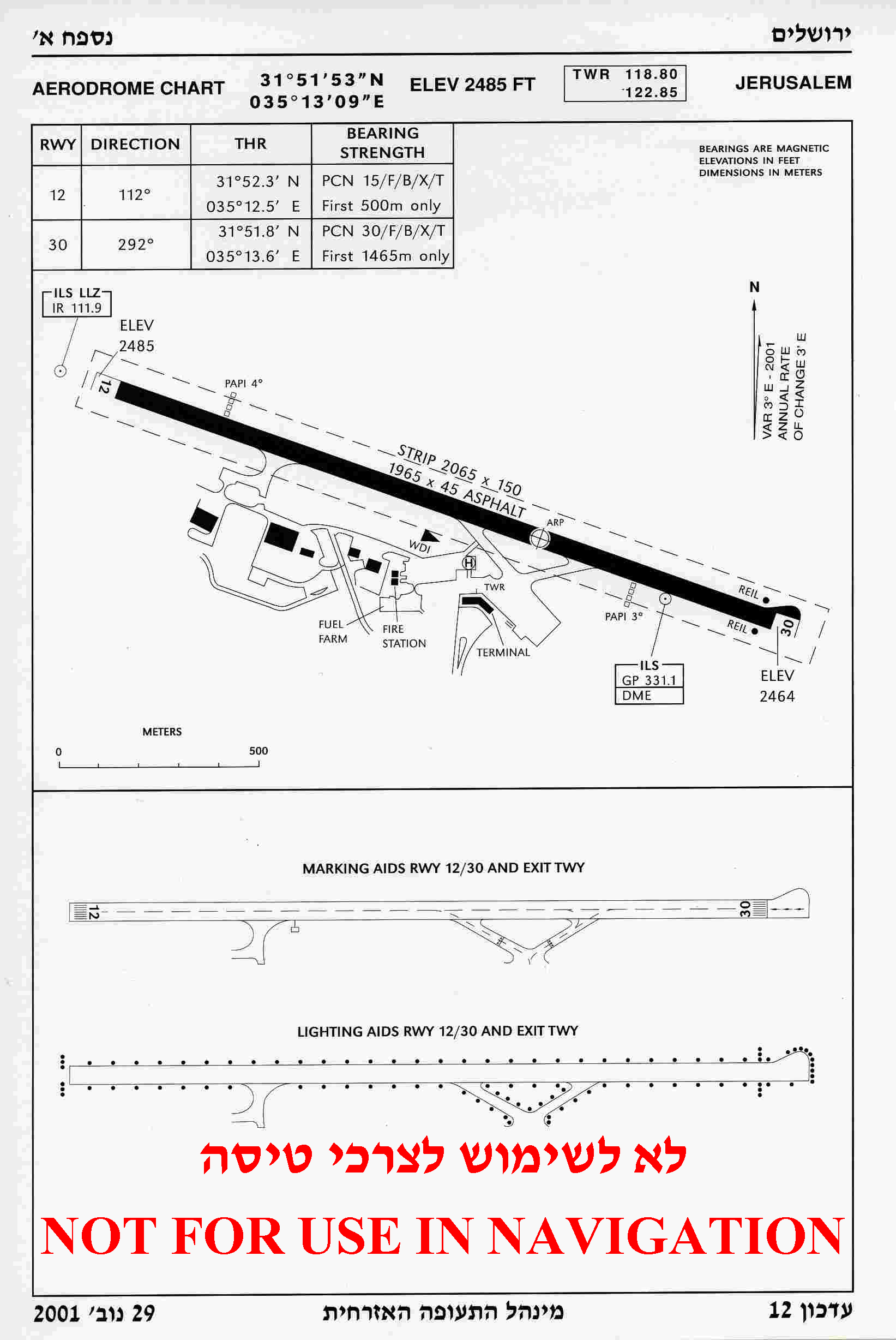
Mapa letiště Atarot

Od roku 1920 až do roku 1930 byla tato přistávací plocha jediným letištěm v britském mandátu Palestina. Bylo používáno britskými vojenskými úřady a významnými hosty směřujícími do Jeruzaléma. V roce 1931 mandátní úřady vyvlastnily pro účely rozšíření přistávací dráhy část pozemků židovské osady Atarot, kvůli čemuž došlo k zboření některých domů a záboru zemědělských pozemků. V roce 1936 bylo letiště otevřeno pro pravidelné lety. Osada Atarot byla dobyta a zničena zajordánskými jednotkami (Arabská legie) během první arabsko-izraelské války.
Od roku 1948 do šestidenní války v červnu 1967 bylo letiště pod jordánskou kontrolou a mělo kód OJJR. Po šestidenní válce letiště dobyli Izraelci a začlenili jeho areál do správních hranic Jeruzaléma. Získalo tehdy nový kód LLJR.
V době druhé intifády bylo letiště v roce 2001 uzavřeno pro civilní provoz a od té doby není využíváno. V roce 2012 izraelská vláda zahájila proces přeměny areálu nevyužívaného letiště na průmyslovou zónu. Došlo už k převodu pozemků z majetku Izraelské správy letišť na samosprávu města Jeruzalém. Levicoví aktivisté záměr odmítali jako další krok k rozšiřování židovských pozic ve Východním Jeruzalémě a parcelací letiště bude podle nich znemožněno jeho budoucí využití coby letiště palestinského státu.